# Рід (округ)
Бецирк Рід — округ Австрійської федеральної землі Верхня Австрія. 
Округ поділено на 36 громад, з яких 1  міста, а ще 8 - ярмаркові містечка. 
Міста
- Рід-ім-Іннкрайс

Містечка
- Аурольцмюнстер
- Ебершванг
- Лонсбург
- Меттмах
- Обернберг-ам-Інн
- Райхерсберг
- Санкт-Мартін-ім-Іннкрайс
- Тайскірхен-ім-Іннкрайс

Сільські громади
- Андріхсфурт
- Антізенгофен
- Айтцінг
- Гаєрсберг
- Гайнберг
- Гуртен
- Гогенцелль
- Кірхдорф-ам-Інн
- Кірхгайм-ім-Іннкрайс
- Ламбрехтен
- Мернбах
- Мершванг
- Мюгльгайм-ам-Інн
- Нойгофен-ім-Іннкрайс
- Орт-ім-Іннкрайс
- Паттігам
- Петерскірхен
- Прамет
- Санкт-Георген-бай-Обернберг-ам-Інн
- Санкт-Марінкірхен-ам-Гаусрук
- Шильдорн
- Зенфтенбах
- Тумельтсгам
- Утценайх
- Вальдцелль
- Вайльбах
- Віппенгам

## Демографія
Населення округу за роками за даними статистичного бюро Австрії

## Виноски
1. ↑  Statistik Austria

| Австрія | Це незавершена стаття з географії Австрії. Ви можете допомогти проєкту, виправивши або дописавши її. |